# 卡尼利亚斯德埃斯格瓦
卡尼利亚斯德埃斯格瓦，是西班牙卡斯蒂利亚-莱昂巴利亚多利德省的一个市镇。总面积24平方公里，总人口120人（2001年），人口密度5人/平方公里。